# 紅斑鬼蛛
紅斑鬼蛛（学名：Araneus roseomaculatus）为金蛛科鬼蛛屬下的一个种。